# Flamand közmondások
Flamand közmondások (más címváltozatok szerint – elsősorban a felfordítva ábrázolt glóbusz alapján – Felfordult világ, illetve Bolond világ; ritkábban és inkább régebben a középtájt látható kék köpenyes alakról Kék köpeny, szintén hasonló, megcsúfolt világ értelemben) idősebb Pieter Bruegel egyik legismertebb festménye.
A Flamand közmondásokat és néhány másik Bruegel-képet, például a Gyermekjátékokat elnézve az ember nem tud szabadulni attól a gondolattól, hogy a Mester valósággal kereste az alkalmat, lehetőséget, hogy a megrendelőt valami elképesztően bonyolult cselekményű, megdöbbentően részletgazdag festménnyel kápráztassa el.
De ezt a gondolatot háttérbe szorítja a kép szinte magától értetődő, nagyszerű komponáltsága, amelyben semmi erőltetett részlet sem fedezhető fel. Minden furcsasága ellenére természetesen hat. Érdemes ezt ellenőrizni az emberábrázolás tekintetében hasonló színvonalon alkotó egyik követőjének azonos című alkotásán (az a kép 2012-ben tűnt fel a Sotheby's árverésén), amelyen az épületegyüttest a művész némileg átszerkesztette. A kis változtatások ellenére a kép sokkal szétesettebb benyomást kelt ezáltal.
A képen ábrázolt táj és épületegyüttes a témának megfelelő összetettségű, első pillantásra nyüzsgő tengerparti vurstlira vagy búcsúra emlékeztet.
Bruegel ebben az időszakban kísérletezik azzal, hogy a kompozíció sokkal kiegyensúlyozottabbnak tűnik, ha az előtérben az alakok nagyobbak, és a távolabbi szereplők a perspektíva miatt aprók. Ez sokkal kiegyensúlyozottabb hatást kelt, mint azokon a festményeken, tájképeken, ahol minden alak apró, és szinte elvész a tájban.

## Előzményei

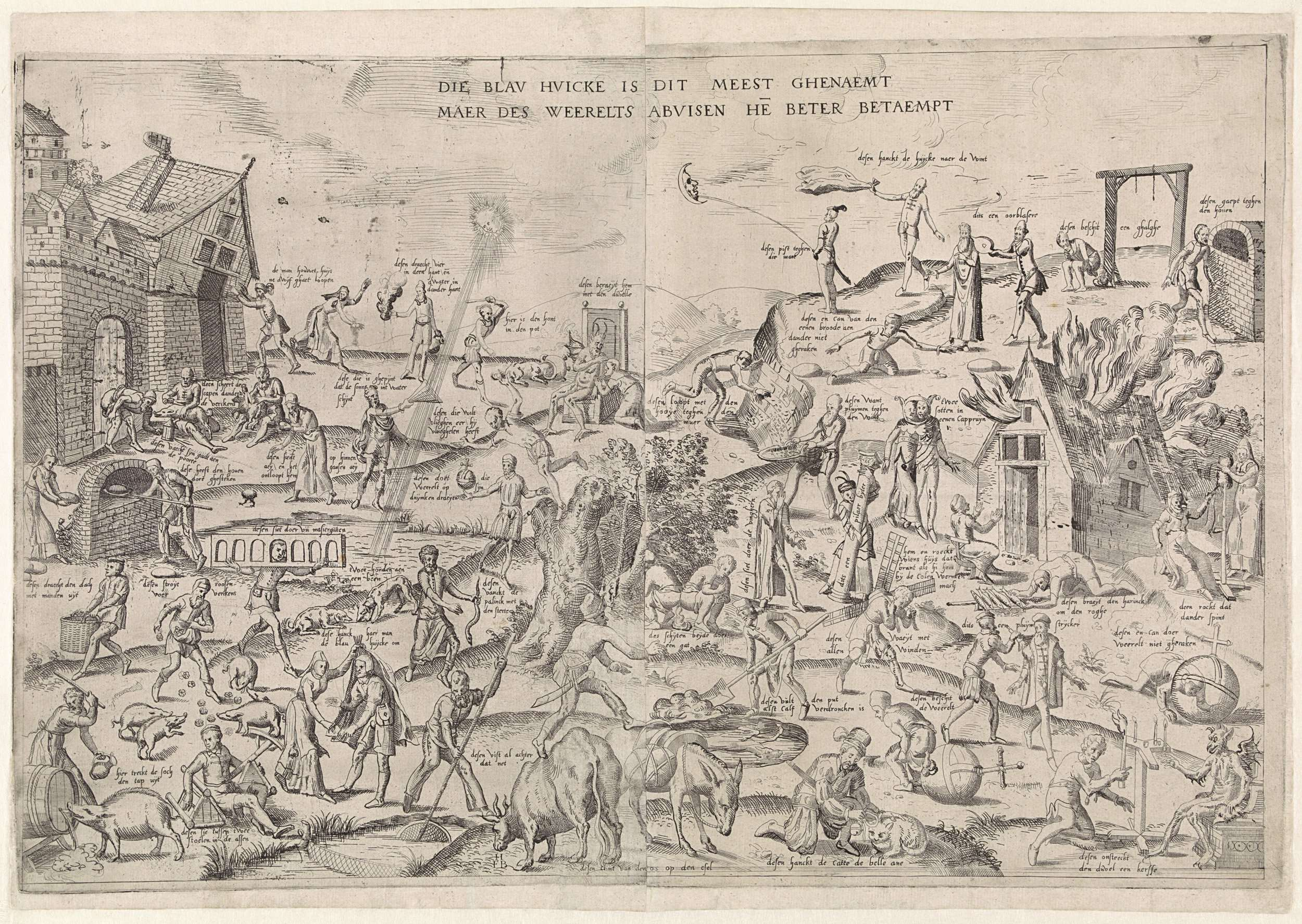
Frans Hogenberg: A kék köpeny, 1558 körül

Frans Hogenberg 1558 körül készített egy több mint 40 közmondást ábrázoló művet. Meglepve láthatjuk, hogy néhány motívumot Bruegel mintha egy az egyben átvett volna. Ez azonban akkoriban semmilyen visszatetszést sem keltett.
Továbbá az sem kizárt, sőt valószínű, hogy mindkét mű azóta elveszett előzményekből született.

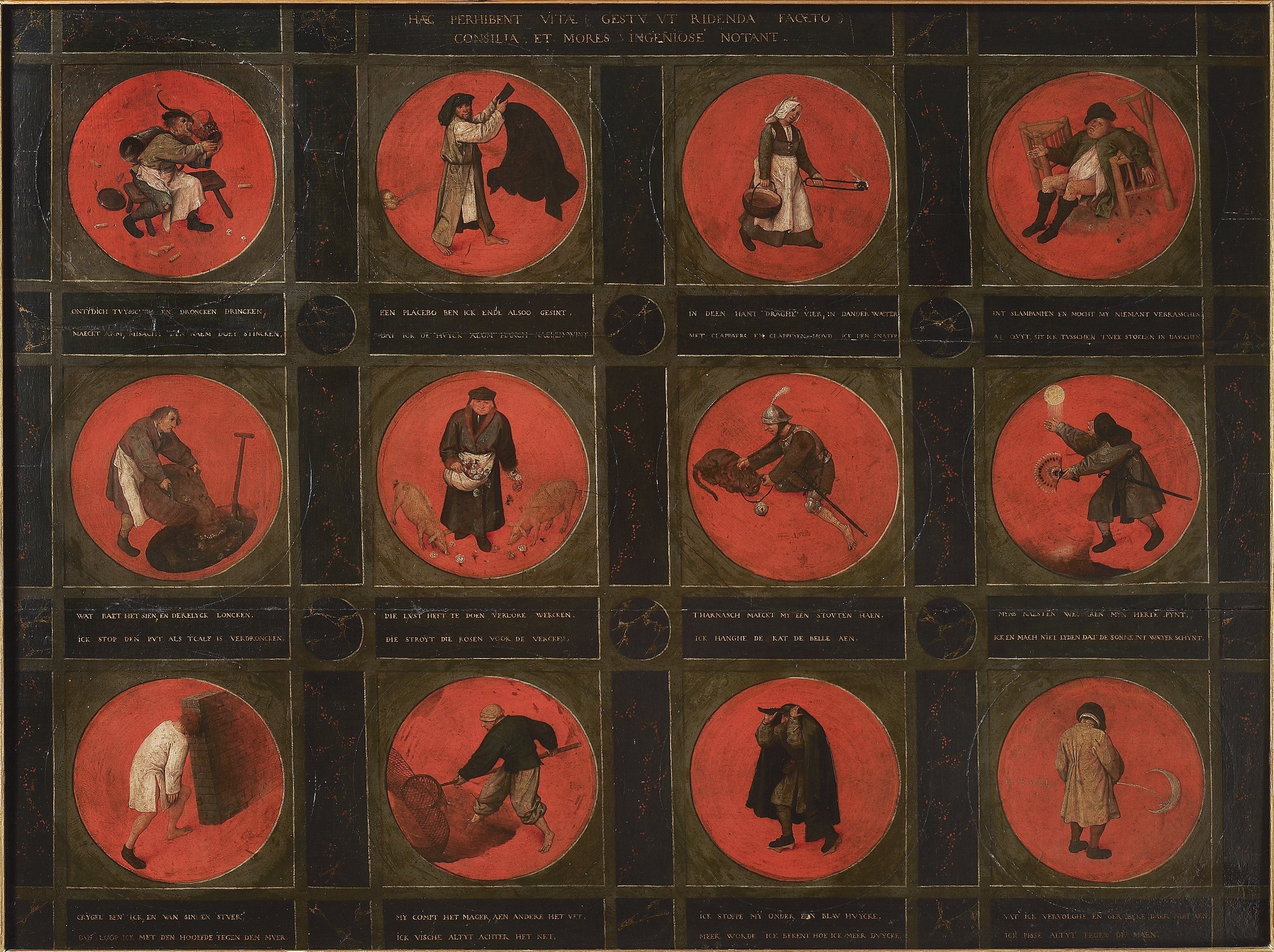
Tizenkét közmondás, 1558

A kép közvetlen előzménye mégis Bruegel egy táblán tizenkét medalionon ábrázolt korabeli szólást megjelenítő sorozata rigmusokkal. Valamennyi motívum szinte változatlan formában visszatér a Flamand közmondásokban. A holdra vizelő férfi alakja némileg megváltoztatott funkcióban a parázson (magyarul tűkön) ülő alak mellett.

## Cselekménye
A festmény részleteinek némelyike összetett, és egyszerre két vagy több szólást, közmondást is megjelenít. Például a férfi, aki fejjel megy a falnak, egyik lábára cipőt húzott. Másoknál viszont – például a kosárban lógó férfinél – maga a részlet értelmezhető több közmondás szerint is.
A szólások, közmondások egy része Magyarországon is változatlan formában vagy kisebb módosulással máig is él. Több mint ismerős, hogy a nagy hal megeszi a kishalat, az árral szemben úszni, vagy hogy két szék között a pad alatt találja magát valaki. A hollandoknál ráadásul a hamuban.
A távoli parton három, másik Bruegel-képről ismerősen egymásba kapaszkodó ember. Vak vezet világtalant.
Ismerős a disznók elé rózsát hintő férfi is. Bár a mondás Magyarországon inkább gyöngyökkel terjedt el.
Az egyik ablakban két ember egymás orrát fogja. Nálunk inkább azt mondják, valakit az orránál fogva vezetni.
Az ablakból kilógó, pucér ülepű férfi tesz a felfordult világra. Az ábrázolás ezekben a vészterhes reformációs-ellenreformációs-inkvizíciós időkben még így, lefordított földgömbbel és kereszttel is aggályos. A kép más változataiban azonban a még direktebb ábrázolással még inkább.

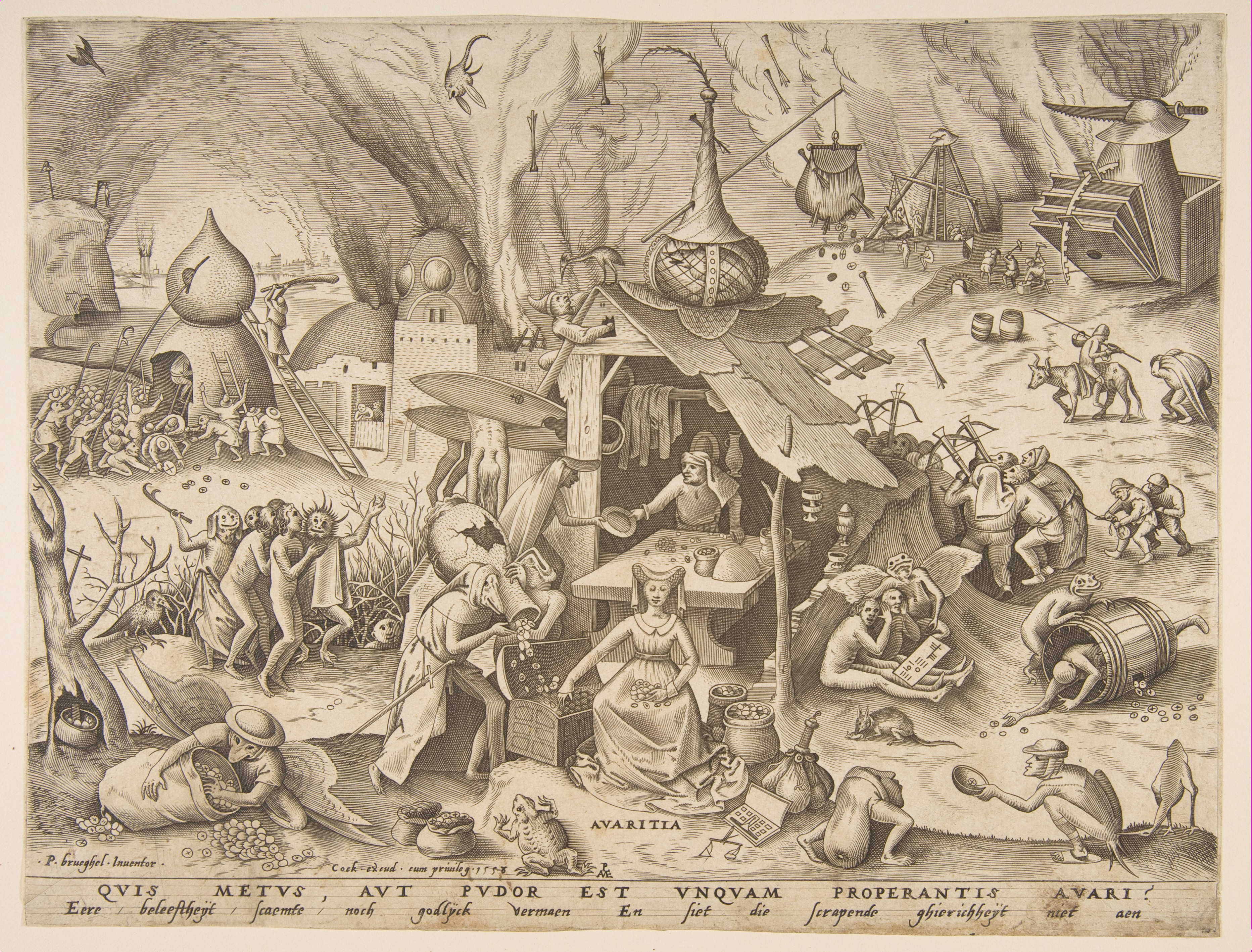
A hét halálos bűn – A Fösvénység (1557)

A dolog további érdekessége, hogy cégérként a golyó a sörözők cégére volt. Eredetileg a tömött erszény alakult, stilizálódott gömbbé. S ennek emlékét hordozza Budapesten a Kékgolyó utca. (Bruegel A hét halálos bűn – A Fösvénység (Avaritia) című rézkarcán még így, eredeti formájában, tömött erszényként ábrázolta a Mester.)
Hasonlóan aggályos az ajtó kopogtatóját, gyűrűjét csókoló férfi is. Nehéz nem arra gondolni, hogy stréber buzgalmában nemcsak a főpapok halászgyűrűjét, hanem már az ajtóét is tisztelettudóan csókkal illeti. Talán ezért hiányzik ez a jelenet a másolatokról. Néha a gyűrűs kapunak ez a szárnya is. Mögötte sötét. Egyáltalán nem kizárt, hogy utólag lett letakarva a veszélyesen gúnyos ábrázolás.
Ismerős a fogyó holdat ábrázoló cégér is. A Mester más művein is felismerhető mint a csodadoktorok, felcserek, érvágó, foghúzó borbélyok cégére, és nem a Fogyó Holdhoz vagy Félholdhoz címzett fogadóé vagy kocsmáé. Például a Bolondkő kivágása című képen is így látható. A cégér a kuruzslóknak azt az ígéretét szimbolizálja, miszerint a fájdalom, betegség úgy csökken, majd enyészik el a kezelésük hatására, mint a fogyó hold. Ám mégis furcsa a vérpiros háttéren a fekete hold. Lehet, hogy mégis inkább orvosi pióca?
Ennek ellenére az egyik másolaton viszont nyilvánvalóan fogadó cégér IN DE MARNE felirattat. De Marne tengerparti város Groningen tartományban. Hasonló tengerparttal, közeli szigetekkel és csatornával, mint a festményen. Mi gondolhatnánk horgon ficánkoló, épp C alakban görbülő márnára is, illetve abból képzett szójátékra a város nevével, de a márna hollandul barbeel. Ifjabb Pieter Breughel másik változatán viszont tényleg IN DE MAENE a felirat, ami valóban Holdat jelent (A Holdhoz címzett fogadó).
A földszinti ablak mögött, félhomályban lerágott csonton rágódó ember. A bástya sarkán köpönyegforgató lovagol. A köpenyt felkapja az aktuális szél. Az ablakon kihajolva egy másik alak légycsapójával két legyet igyekszik leütni egy csapással.
Macska nyakába csengettyűt kötni manapság se kifizetődő, hacsak nem a madarakat óvjuk vele.
De a képen látható két másik jól ismert, tanulságos mese is. A nálunk is közismert róka és gólya (itt – ki tudja, miért – daru) meséje. Meg a két medvebocsé. Nyilván a mese mondanivalója beépült a közbeszédbe.
Látható még küllők közé dugott, kerékkötő bot.
A pénzt két kézzel, számolatlanul a vízbe szórni. Nálunk más változatai az elterjedtebbek: Számolatlanul szórni a pénzt. Két kézzel szórni a pénzt. Kihajítani az ablakon a pénzt.
A kép egyes motívumairól nekünk olyan mondás is eszünkbe jut, ami úgy tűnik, a flamandoknak nem. Például a lenyugvó Napról (Németalföld tájékán a tenger felett nyugszik a Nap) a nyugtával dicsérd a napot.
Érdemes megfigyelni a módosult értelmezéseken, ahogy a szólások és értelmezésük végighullámzottak Európán, kioltották, erősítették, módosították egymást, és visszatérve – ha a módosult forma frappánsabbra sikeredett, mint az eredeti – megváltoztathatták a szólás értelmét szülőhazájában is. Elvégre a flamand sürgő-forgó kereskedő, hajós nép.
A közmondások megfejtését némileg akadályozza, hogy az elmúlt fél évezredben a szólások és értelmezésük sokat változtak a hollandusoknál is. Egyes szólások pedig Magyarországon vagy ismeretlenek, vagy néhány esetben részben más értelmet hordoznak.
A gazdátlan tárgyak a csehovi dramaturgia szabályai múltba vesző gyökereinek megfelelően valószínűleg ilyen elfeledett mondásokat jelölnek:
- tölcsér a hordón
- kalap a vízben (egyes másolatokon az ördög párnája mellett látható elhagyott kalap)
- ismeretlen rendeltetésű tengelyszerűség szintén elhagyottan az ördög párnája mellett
- pite a fal tetején a róka mellett.

## Az egyes részletek értelmezése
Lásd: Flamand közmondások a németalföldi festészetben

## Hatása
Bruegel alakjai több, a középkorban vagy még régebbi múltban játszódó film maszkmesterét, látvány-, díszlet- és jelmeztervezőjét ihlették meg.
A falban látható fej, amely talán egyszerre fúj hideget és meleget, igencsak ismerős lehet A rózsa neve Salvatoréjának alakjáról, és nyilván nem véletlenül lett a népszerű színész, Ron Perlman ilyen formára maszkírozva.
Hasonlóképpen a „vak vezet világtalant” motívuma is több, középkort feldolgozó filmben megjelenik. Például a szintén Németalföldön játszódó Thyl Ulenspiegel című szovjet filmsorozatban.

## Követők, másolatok

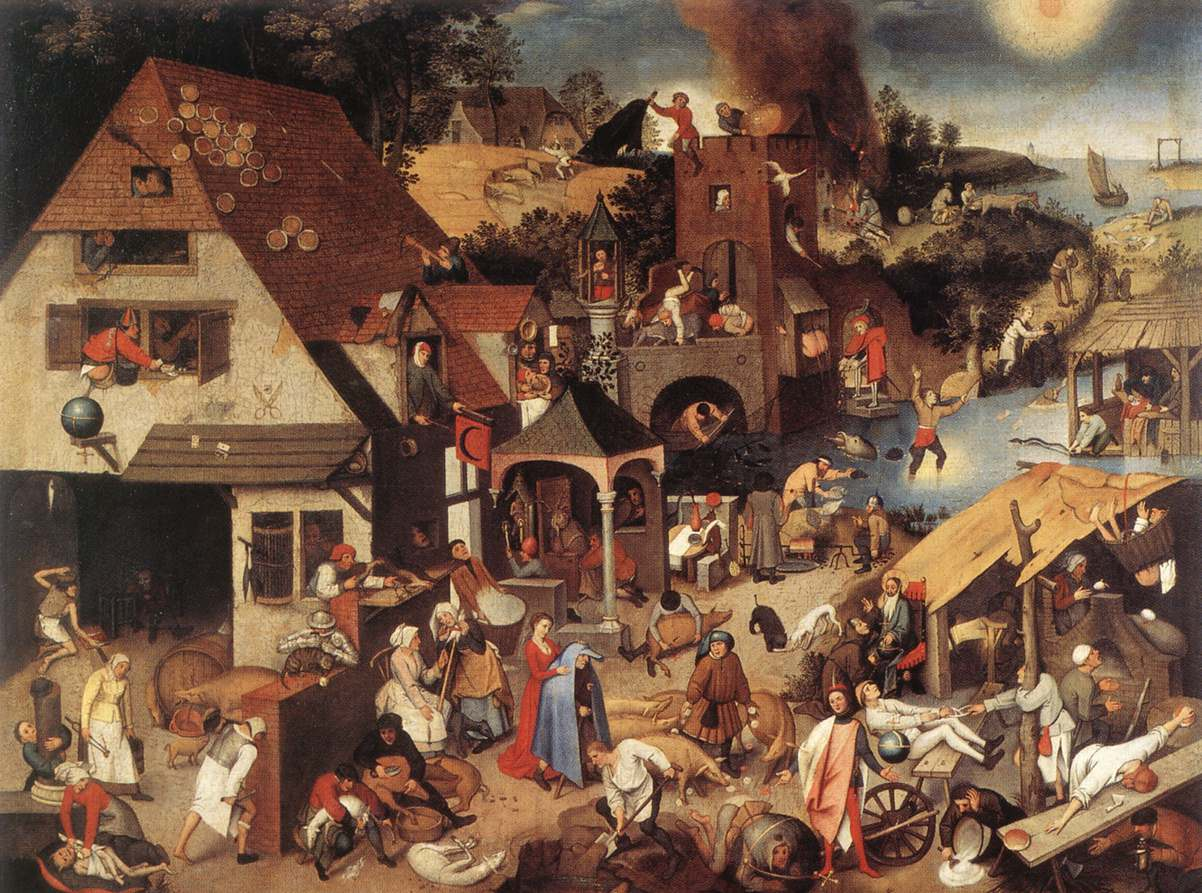
Ifjabb Pieter Brueghel - Flamand közmondások, 1595, Rockoxhuis, Belgium

A Flamand közmondások Bruegel leggyakrabban másolt, illetve utánzott képe. Fia, ifjabb Pieter Brueghel több mint húsz változatot készített, de az eredetinél jóval kisebb művészi színvonalon. A kortársak közül ismertebb még Pieter Balten változata.
Az eredeti legkönnyebben a gazdag ifjú ruhájáról (hímzett, aranymintás, piros tunikaszerű köpeny, sima fehér bélésével kifelé átvetve a bal vállon) ismerhető fel, illetve a bal oldali, fordított glóbusz világoskék színéről. Ifjabb Pieter Brueghel említett (jobbra látható), megtévesztően hasonló másolata is könnyen felismerhető ezekről a különbségekről (sötétebb kék glóbusz, az arany hímzés hiánya), továbbá könnyű az alapján is azonosítani, hogy a távoli parton a három vak alakja hiányzik.
Elsősorban az emberábrázolás tekintetében művészi színvonal szempontjából megközelíti az eredeti alkotást a Sotheby's árverésén 2012-ben feltűnt Pieter Bruegel ismeretlen nevű követőjének azonos című alkotása.